# Émile Bertin (tàu tuần dương Pháp)
Émile Bertin là một tàu tuần dương hạng nhẹ của Hải quân Pháp, từng hoạt động trong Chiến tranh Thế giới thứ hai và từng có mặt tại Đông Dương.

## Thiết kế và chế tạo
Chiếc tàu tuần dương được đặt tên theo Louis-Émile Bertin, nhà thiết kế hàng hải Pháp vào thế kỷ 19. Émile Bertin được thiết kế để hoạt động như cả một tàu rải mìn lẫn như là soái hạm của chi hạm đội tàu khu trục. Thiết kế này đã là nền tảng của những tàu tuần dương hạng nặng và hạng nhẹ Pháp sau này, đặc biệt là đối với lớp lớp La Galissonnière hơi nặng hơn. Đây là chiếc tàu chiến Pháp đầu tiên trang bị tháp pháo ba nòng.

## Lịch sử phục vụ
Trước chiến tranh, Émile Bertin phục vụ như là soái hạm của một chi hạm đội bao gồm mười hai tàu khu trục thuộc các lớp Malin và Maillé Brézé tại Đại Tây Dương. Đến đầu năm 1939, nó được chuyển sang Toulon.
Một cách bí mật, Émile Bertin đã đi đến Liban vào ngày 23 tháng 9 năm 1939, chất lên tàu 57 tấn vàng thuộc kho vàng dự trữ của nhà nước Ba Lan, rồi quay trở về Toulon. Đến đầu năm 1940, sau một đợt tái trang bị tại Toulon, nó tiến hành chuyến khảo sát chung quanh quần đảo Canary để đảm bảo không có lực lượng Đức tại khu vực này.
Sau một đợt đại tu khác tại Brest, vào đầu tháng 4 năm 1940, nó trở thành soái hạm của Lực lượng Z, hải đội Pháp hỗ trợ cho Chiến dịch Na Uy của Đồng Minh dưới quyền chỉ huy của Đô đốc Derrien. Cùng với Émile Bertin, Lực lượng Z bao gồm các tàu chống ngư lôi tải trọng 2400 tấn (tàu khu trục lớn) Tartu, Chevalier Paul, Maillé Brézé, Milan, Bison và Épervier, cùng những chiếc Brestois, Boulonnais và Foudroyant tải trọng 1500 tấn. Ngoài khơi Namsos, nó bị máy bay của Không quân Đức tấn công, và bị hư hại do trúng bom vào ngày 19 tháng 4. Nó buộc phải quay trở về Brest để sửa chữa, ở lại đây cho đến ngày 21 tháng 5, và được thay phiên bởi tàu tuần dương Montcalm ngoài khơi Na Uy.
Émile Bertin còn thực hiện hai chuyến đi từ Brest đến Halifax, Nova Scotia; chuyến thứ nhất cùng với tàu tuần dương Jeanne d'Arc và tàu sân bay Béarn, vận chuyển vàng của Ngân hàng Pháp. Thỏa thuận đình chiến với Pháp được ký kết không lâu sau khi Émile Bertin cặp bến trong chuyến đi thứ hai, và khi Thuyền trưởng Battet yêu cầu chỉ thị từ Bộ Hải quân Pháp, chiếc tàu tuần dương được lệnh cùng với số vàng trên tàu đi đến Fort-de-France, Martinique. Các nỗ lực của các đơn vị Hải quân Hoàng gia Anh nhằm ngăn chặn nó đã không thành công; nhưng chiếc tàu biển chở hành khách Pasteur muốn nối gót theo Emile Bertin đã không thể rời Halifax, nó bị chiếm giữ và được sử dụng như một tàu chở binh lính trong thành phần lực lượng Anh.
Khi đã đến được Martinique và chất dỡ số vàng an toàn, nó ở trong tình trạng sẵn sàng chiến đấu chống lại một cuộc tấn công của Anh, vốn đã bị hủy bỏ dưới áp lực của Hoa Kỳ. Trong khoảng hai năm tiếp theo, con tàu thả neo nằm không tại Fort de France, cho đến ngày 16 tháng 5 năm 1942, khi nó nhận mệnh lệnh của chính quyền Vichy phải giải giới dưới áp lực của Hoa Kỳ.
Nó gia nhập lực lượng Đồng Minh vào tháng 6 năm 1943 trong thành phần lực lượng Pháp Tự do, và được hiện đại hóa tại Xưởng Hải quân Philadelphia. Sau đó Émile Bertin hoạt động tại khu vực Địa Trung Hải, tham gia Chiến dịch Dragoon, cuộc đổ bộ của lực lượng Đồng Minh xuống miền Nam nước Pháp vào năm 1944, rồi sau đó bắn phá các vị trí của phe Trục dọc theo Riviera thuộc Ý.
Sau nhiều nhiệm vụ khác nhau tại Địa Trung Hải, nó quay về Toulon cho một đợt tái trang bị vốn kéo dài cho đến tháng 10 năm 1945. Sau đó nó được bố trí như là soái hạm tại Đông Dương cho đến ngày 2 tháng 7 năm 1946, khi nó lên đường quay trở về nhà cùng với tàu tuần dương Tourville. Sau đó Émile Bertin phục vụ như là tàu huấn luyện tác xạ cho đến khi bị tháo dỡ vào tháng 10 năm 1959.